# Girls Names
Girls Names est un groupe de rock alternatif britannique, originaire de Belfast, en Irlande du Nord. Formé en 2009 et séparé  en 2019, il est composé  du chanteur, guitariste et compositeur Cathal Cully, de la bassiste Claire Miskimmin depuis 2010 et du guitariste Philip Quinn depuis 2012.
Girls Names a sorti quatre albums, Dead to Me (2011), The New Life (2013), Arms Around a Vision (2015) et Stains on Silence (2018), sur le label Tough Love en Europe, et Slumberland Records aux États-Unis, de même que plusieurs EP, singles et split singles sur des labels tels que Captured Tracks et CF Records. 

## Biographie

### Débuts (2009–2010)
Cathal Cully et Neil Brogan se sont liés d'amitié en 2008. En janvier 2009, Cully accepte de monter un groupe pour faire la première partie du groupe américain de surf pop Wavves lors d'un concert le mois suivant à Belfast. Pourtant, Cully n'avait jamais fait partie d'un groupe auparavant. Il demande alors à Brogan, originaire de Bangor (Irlande du Nord), de l'y accompagner en tant que batteur - ce qui force Brogan à se mettre à la batterie pour l'occasion.
Le duo enregistre et sort quelques démos sur cassette exclusivement, au sein du label Cass/Flick Records (renommé par la suite CF Records), fondé par Brogan en 2006. En juin 2009, Cully et Brogan enregistrèrent une démo de la chanson Cold Hands, Warm Heart et contactent Captured Tracks, label indépendant basé à Brooklyn. Son fondateur, Mike Sniper, fut impressionné par le titre et affirma qu'il serait prêt à sortir l'album de Girls Names s'ils avaient plus de chansons. Le groupe revient vers lui en novembre de la même année avec 11 titres, ce qui donne lieu à la sortie de Girls Names EP en avril 2010. Quelques semaines avant la sortie de l'EP, Cully et Brogan recrutent Claire Miskimmin comme bassiste (Cully affirme qu'il a dû apprendre la basse à Miskimmin avant qu'elle puisse les rejoindre en tournée,).
En avril 2010, Girls Names produit un split single avec le groupe de San Diego Heavy Hawaii, puis, en mai, le mini-album (8 chansons) You Should Know By Now, chez le label britannique indépendant Tough Love. Ce mini-album contient des chansons composées avant celles apparaissant dans Girls Names EP.

### Dead to Me(2010–2012)
Entre juin et octobre 2010, le trio enregistre son premier album dans le studio Start Together de Belfast. L'un des titres de l'album, I Lose, fait partie d'un split single avec Brilliant Colors, trio féminin de San Francisco en novembre 2010 – la chanson de Girls Names répondant au titre You Win des californiennes. Ce single en édition limitée sortit chez le label Slumberland Records aux États-Unis et chez Tough Love en Europe. L'album lui-même, Dead to Me (11 titres), vit le jour chez les mêmes labels en avril 2011, et reçoit une moyenne de 75 % sur le site de collection de notes Metacritic, ce qui indique des « generally favorable reviews » (chroniques généralement favorables). Cependant, avant la sortie de l'album, le groupe affirma préparer l'enregistrement d'un nouvel opus et avoir déjà changé de style musical. En octobre 2011, ils sortirent un single, Black Saturday, disponible seulement en version numérique.

### The New Life(2013–2014)
Au début de 2012, Philip Quinn, musicien nord-irlandais et également membre du groupe Charles Hurts, rejoint la formation à la guitare et aux claviers. Il joue son premier concert avec Girls Names le 29 mars au Mandela Hall de Belfast, spectacle au cours duquel le groupe ne joue qu'une seule chanson de l'album Dead to Me. En juillet 2012 sort la chanson A Troubled See sur un split single avec le groupe londonien Weird Dreams. Octobre voit l'arrivée de The New Life, premier single and titre éponyme du deuxième album du groupe. Les deux chansons montraient que le groupe, s'éloignant de ses racines noise pop, allait vers un son influencé par le krautrock et le motorik, et comptait produire des titres plus longs (sept minutes pour The New Life). Hypnotic Regression, le deuxième single issu de l'album The New Life, sort en décembre 2012, exclusivement en version numérique. L'album vit le jour le 18 février 2013.
Juste avant une tournée pour la promotion de The New Life (en Irlande, Angleterre, Espagne, France, Allemagne...), le groupe annonça que Brogan allait faire une pause avec Girls Names et serait remplacé par Gib Cassidy, du groupe dublinois Logikparty. Par la suite, Brogan annonça son départ de la formation (le remplacement de Cassidy devenant définitif), le 30 juillet 2013, sur la page Facebook du groupe.

### Arms Around a Vision(2015-2017)
À la fin 2014, après avoir écrit une partie des chansons lors d'un séjour au Donegal, Girls Names enregistre son troisième opus, Arms Around a Vision, au studio Start Together de Belfast, Gib Cassidy étant cette fois partie prenante du processus de création.
Pour préparer la sortie de l'album, le groupe sort un single d'une durée de 11 minutes, Zero Triptych, en mars 2015. Ils mettent également en ligne trois singles en juin, juillet et septembre 2015 (Reticence, A Hunger Artist,, I Was You). Ces morceaux confirmèrent l'orientation post-punk déjà amorcée dans The New Life. Leur troisième album voit le jour le 2 octobre 2015, précédant une tournée européenne. En trois semaines, il atteint une moyenne de 75 % sur Metacritic.

### Stains on Silence(2018) et séparation
Le 29 mars 2018, le groupe annonce la sortie de leur nouvel album, intitulé Stains on Silence sur leur page Facebook. Ce nouvel opus paraît après une longue période de silence et de retravail (le texte de présentation sur Bandcamp indique que l'album "a été terriblement près de ne jamais voir le jour"), ainsi que le départ du batteur Gib Cassidy, remplacé par Sarah Grimes dans les tournées du groupe. Le groupe annonce sa séparation le 31 janvier 2019.

## Projets parallèles
Quinn lance le projet solo Charles Hurts, qu'ont intégré Steven Henry à la basse et Davey Agnew (du groupe belfastien Panda Kopanda) à la batterie. Charles Hurts sort deux EP au sein du label CF Records. Philip Quinn se produit également seul sous le nom Gross Net, accompagnant Girls Names dans sa tournée européenne en 2016.
Brogan, à la guitare, et Miskimmin, à la basse, font partie du supergroupe Cruising, projet réunissant également des membres des groupes dublinois Logikparty et September Girls. En juin 2015, Cruising sort un single en streaming gratuit, Safe Corridor ; un EP du groupe est publié le 14 août 2015.
Brogan joue ses propres compositions dans le groupe d'indie pop Sea Pinks, dont il est le chanteur et le guitariste. Lors des premiers concerts, Cully et Miskimmin le rejoignaient à la basse et à la batterie, respectivement. En 2018, le groupe se compose du trio Neil Brogan, Davey Agnew et Gary Cummins (remplaçant Steven Henry, bassiste de 2014 à 2017). Sea Pinks sort un total de sept albums (Youth Is Wasted en 2010, Dead Seas en 2011, Freak Waves en 2012, Dreaming Tracks en 2014, Soft Days en 2016, Watercourse en 2017 et Rockpool Blue en 2018). Brogan décrit le style de Sea Pinks comme « un remplacement des nuances de gris de Girls Names par un univers plus solaire et un son plus dépouillé ». Il gère également le label indépendant de Belfast CF Records (connu auparavant sous les noms Cass/Flick et Caff/Flick),.
Brogan sort également un EP quatre titres, Four Songs, sous le pseudonyme Winterlude, en janvier 2015.
Cathal Cully compose des titres electro sous le pseudonyme Group Zero. C'est sous ce nom qu'il sort en 2017 l'album Structures and Light. Il joue occasionnellement de la basse au sein du groupe de rock psychédélique Documenta, dont le leader est Joe Greene. 

## Membres

### Membres actuels
- Cathal Cully - chant, guitare, claviers
- Phil Quinn - guitare
- Claire Miskimmin - basse
- Sarah Grimes - batterie

### Anciens membres
- Gib Cassidy - batterie
- Neil Brogan - batterie

## Discographie

### Albums studio
- 2011 : Dead to Me (Tough Love/Slumberland Records, avril)
- 2013 : The New Life (Tough Love/Slumberland Records, février)
- 2015 : Arms Around a Vision (Tough Love, octobre)[28]
- 2018 : Stains on Silence

### EP
- 2009 : C1001/02 (CF Records, septembre)
- 2010 : Girls Names EP (Captured Tracks, avril)
- 2010 : You Should Know By Now (Tough Love, mai)
- 2013 : The Next Life (Tough Love/Slumberland Records, octobre)
- 2015 : Zero Triptych (Tough Love, mai)

### Singles
- 2011 : Black Saturday (Tough Love/Slumberland Records, octobre)
- 2012 : The New Life (Tough Love/Slumberland Records, novembre)
- 2012 :  Hypnotic Regression (Tough Love/Slumberland Records, décembre)

### Split singles
- 2010 : Split (CF Records, mai)
- 2010 : I Lose / You Win (Tough Love/Slumberland Records, novembre)
- 2012 : A Troubled See /House of Secrets (Tough Love/Slumberland Records, juillet)